# Casa da Música da Bahia
A Casa da Música da Bahia (também referida como Centro Cultural Casa da Música ou apenas Casa da Música) é um museu brasileiro situado no bairro de Itapuã em Salvador, município capital do estado da Bahia. Instalado no Parque Metropolitano do Abaeté como parte de seu Núcleo Central, foi fundado em 1 de setembro de 1993 junto com o parque com a ideia inicial de ser o "Museu da Imagem e do Som do Abaeté". É mantido pela Secretaria de Cultura do Estado da Bahia (SecultBA) como um de seus espaços culturais com capacidade para 100 pessoas e estrutura adaptada para pessoas com deficiência física. Constitui uma atração turística do município, a qual recebeu 17 958 visitantes no ano de 2000 e, segundo informações de 2013, eram mil visitantes mensais.
A riqueza da Bahia em termos de ritmos e gêneros musicais é destaque no Brasil. Dessa maneira, há várias instituições museológicas soteropolitanas dedicadas a essa riqueza nos temas musicais: Cidade da Música da Bahia, Museu du Ritmo, Casa do Carnaval da Bahia e Museu da Música Brasileira. A Casa da Música especificamente foi idealizada para preservação, divulgação e dinamização da produção musical baiana existente desde início do século XX, porém, dentro de uma concepção de preservacionismo ambiental do Parque do Abaeté associada à divulgação desse patrimônio por meio de políticas de turismo e formas estereotipadas.
Apresenta exposições temporárias, promove oficinas, recebe apresentações, bem como guarda um acervo que se destaca pela Fobica, o primeiro trio elétrico usado por Dodô e Osmar em 1950 e alguns manuscritos originais ou obras de início de carreira dos cantores compositores Dorival Caymmi e de Caetano Veloso. O acervo também abrange coleções de álbuns musicais, vídeos, registros fotográficos, livros, documentos e instrumentos musicais relativos à música baiana e sua história. Igualmente, sediou por alguns anos o Sarau de Itapuã de forma quinzenal, realizado em parceria do museu com Independência Musical Associada (IMA), assim como a edição de 2010 do Palco do Rock durante o Carnaval de Salvador. Por outro lado, a comunidade do entorno também usa o museu como seu centro comunitário e espaço para ensaios artísticos.
A primeira reforma do espaço foi anunciada em 22 de março de 2024 em função do Dia Mundial da Água pelo governo estadual da Bahia e a ser executada pela Companhia de Desenvolvimento Urbano do Estado da Bahia (Conder). A reforma foi incluída dentro de uma concepção de transformação dos espaços culturais da SecultBA em "espaços de diálogo intergeracional" para fortalecer a cultura local. A previsão de conclusão da reforma das instalações elétricas, hidráulicas e outras estruturais foi estabelecida em 90 dias.